# Szalacs község
Szalacs község (románul: Comuna Sălacea) község Bihar megyében, Romániában. Központja Szalacs, hozzá tartozik Ottomány.

## Népessége
A 2011-es népszámlálás adatai alapján a község népessége 3036 fő volt.